# Ventrifossa garmani
Ventrifossa garmani es una especie de pez de la familia Macrouridae en el orden de los Gadiformes.

## Morfología
• Los machos pueden llegar alcanzar los 31 cm de longitud total.

## Alimentación
Come principalmente cochinillas de la humedad,  gambas y isópodos.

## Depredadores
En Japón es depredado por Macrorhamphosodes uradoi .

## Hábitat
Es un pez de aguas profundas que vive entre 200-720 m de profundidad y que, normalmente, lo hace entre 350 a 550 m.

## Distribución geográfica
Se encuentra al sur del Japón y en el Mar de la China Oriental.